# Saltillo (ganadería)
Saltillo es la actual denominación de la ganadería brava fundada por Antonio Rueda y Quintanilla, VI marqués del Saltillo, en 1854, y que desde 1918 pasó a manos de la familia del terrateniente cordobés Félix Moreno Ardanuy, cuyos herederos actualmente aún hoy la regentan. Desde su origen, la ganadería está inscrita dentro de la Unión de Criadores de Toros de Lidia, y sus reses pastan en las fincas de "La Vega" (Peñaflor, Sevilla) y "Molino Chirrión" (Constantina, Sevilla).
El nombre de "Saltillo" hace referencia también al encaste propio de la ganadería, que se formó con toros de procedencia vistahermosa y que, hasta la actualidad, se mantiene intacta. 
La ganadería de Saltillo, que lidia sus reses con divisa celeste y blanca, posee una antigüedad que se remonta a mediados del siglo XIX, ya que la primera vez que  se lidió una corrida completa en la Plaza de toros de Madrid fue el 14 de julio de 1845, cuando aún  pertenecía a Isabel Montemayor, viuda de Lesaca.

## Origen "Vistahermosa"
Es durante el último tercio del siglo XVIII cuando Pedro Luis de Ulloa, conde Vistahermosa forma su legendaria ganadería la cual estuvo en propiedad de su familia durante cuatro generaciones. En 1821, al morir la condesa Luisa de Ulloa, las reses se venden a diferentes compradores, entre ellos a Salvador Varea. Este tratante de Jerez de la Frontera no mantuvo demasiado tiempo la ganadería en sus manos ya que, en 1927 la vendió a don Pedro José Picavea de Lesaca, coronel y caballero de la Orden de Carlos III.
Será esta familia, junto a sus herederos quienes mantengan el rumbo de los antiguos toros de Vistahermosa, anunciándose la ganadería como "Señores de Picavea de Lesaca". A la muerte del patriarca el hierro pasará a la viuda de Lesaca y tras el fallecimiento de esta la ganadería pasará a manos de sus hijos Pedro, Manuel y José quienes la regentarán por separado. 

La reciente investigación de López Martínez ha sacado a la luz cómo Antonio Rueda y Quintanilla, marqués de Satillo, otorgó poderes a Ildefonso Núñez de Prado para que comprase en su nombre la ganadería a los hijos de Picavea, haciéndose con 1376 cabezas de ganado por un importe de 820.646 reales.
Otorga poder para que pueda adquirir en compra de los Sres. José Lesaca y hermanos, toda la ganadería de vacas y toros que los susodichos poseen por el precio y bajo las condiciones que con ellos estipulare. Para que, asimismo, adquiera en renta o traspaso los terrenos y pastos en que se encuentran dichos ganados, por los mismos que concertasen, celebrando sobre ellos las escrituras convenientes. Para que, así mismo, pueda administrar la expresada ganadería, vendiendo lo que hubiese por conveniente, por los precios que estipulare y para que lo represente en los juicios necesarios

## Historia de la ganadería
En noviembre de 1854 el marqués del Saltillo deshipotecaba las fincas y cortijos que había utilizado como avales para satisfacer el pago por la compra de la ganadería a los herederos de Picavea de Lesaca. 
Según García Sánchez, desde este momento y hasta la muerte del marqués en 1878 se iniciará una selección escrupulosa del ganado, logrando un toro muy definido tanto en su morfología como en su comportamiento, lo que le hará gozar de gran prestigio entre la afición taurina del momento.
La muerte del marqués permitirá que su mujer, Francisca Javiera Osborne Böhl, se haga con las riendas de la ganadería aunque, debido a las deudas que tenía la familia, los toros de Saltillo se emplearán como aval para los préstamos contraídos con el consuegro de la ganadera, don Felipe de Pablo Romero, suegro de su hijo Rafael, futuro marqués del Saltillo.
Por estos motivos, la familia se ve obligada a vender parte de la ganadería a empresarios mexicanos (Tepeyahualco, Piedras Negras o San Mateo) así como a don Enrique de Queralt, conde de Santa Coloma. La venta más importante, sin embargo, tuvo lugar en 1918 cuando tras la muerte del marqués, Rafael Rueda y Osborne, su viuda Encarnación de Pablo-Romero liquide cuanto quedaba de la ganadería, incluido el hierro. 
La compra de los lotes de estos lotes que aún restaban en manos de los marqueses del Saltillo fueron a parar a manos del potentado cordobés Félix Moreno Ardanuy quien, rápidamente, dividió la ganadería en dos partes: una para sí y otra a nombre de una de su hija, Enriqueta Moreno de la Cova. Posteriormente, de aquí se crearán otros nuevos hierros, con el nombre de los diferentes hijos del ganadero (Javier Moreno de la Cova, Alonso Moreno de la Cova y Señoritas Moreno de la Cova).
Tras la muerte del patriarca en 1960, el hierro matriz pasará al hijo primogénito, Félix Moreno de la Cova quien mantendrá la ganadería hasta muerte, en 1999, devolviendo el nombre originario de "Saltillo" y pasando a ser una sociedad ganadera con este nombre tras heredar la ganadería sus hijos Enrique y Félix. Como empresarios ajenos al mundo taurino, los hermanos Moreno de la Cova Maestre deciden desprenderse de la ganadería familiar en 2013, comprándola su primo hermano y actual propietario, el rejoneador José Joaquín Moreno Silva.

### Encaste propio
La selección iniciada en el siglo XIX y el deseo de los diferentes ganaderos por perpetuar la fisonomía y el carácter de estos toros bravos, ha determinado que con el tiempo se ha llegado a considerar a las reses de Saltillo como procedentes de un encaste propio, único y diferenciado de todos los demás. Sus particularidades en el pelaje, en la conformación de los pitones y también en el comportamiento que desarrollan tanto en el campo como durante la lidia, hacen percibir esa distinción con respecto de otras ganaderías y encastes. Por esta razón, el Gobierno de España, en 2001, reconocía el prototipo racial de estas reses bravas, caracterizándolas de la siguiente manera:
Son reses de talla y peso medios. Predominan perfiles rectos y ocasionalmente subconvexos y subcóncavos. La cabeza es estrecha de sienes y alargada (cariavacados), presenta encornaduras dirigidas hacia delante y hacia arriba (veletos, cornivueltos y cornipasos), aunque de longitud corta y poca proporción de pitones. Tienen los ojos saltones y presentan habitualmente el llamado hocico de rata (morro afiliado). La papada aparece muy poco marcada (degollados), el cuello tiene longitud media y de morrillo escaso. El dorso y los lomos son rectos, las extremidades de longitud media, la cola fina y no muy larga. Los ejemplares pertenecientes a este encaste presentan pintas cárdenas y negras, destacando la presencia del accidental entrepelado. Excepcionalmente se dan pintas castañas y coloradas (saltillo mexicano).
La ganadería de Saltillo, además, por las ventas que tuvieron lugar durante finales del siglo XIX y principios del siglo XX, han dado lugar a otras hierros que mantienen con mayor o menor presencia las características de este encaste. Así, por ejemplo, el hoy conocido como encaste Santa Coloma procede, en un cincuenta por ciento, de los toros del marqués del Saltillo; lo mismo que ocurre con los toros de Rafael Clairac (1941), la ganadería de San Martín, Moreno Miura o Miguel Zaballos Casado.

### Toros célebres
- Pulido, negro, lidiado en la Plaza de toros de "El Torín" (Barcelona) el 18 de septiembre de 1853, recibiendo 31 varas y matando cinco caballos.[8]
- Caramelo, colorado ojo de perdiz, lidiado en la Plaza de toros de Cádiz el 17 de junio de 1867 por José Ponce, recibiendo hasta 27 varas.[9]
- Cimbareto, lidiado en la Plaza de toros de Cartagena el 5 de agosto de 1888, que hirió al banderillero Rafael Sánchez "Bebe", dejándolo inutilizado.[10]
- Granadino, lidiado en la Plaza de toros de Santander el 1 de agosto de 1926 por Juan Belmonte, considerándose una de sus mejores faenas.
- Granadino, número 26, lidiado en la Plaza de toros de Bilbao el 25 de agosto de 1929, premiado con la vuelta al ruedo.
- Guardillo número 1, lidiado en la Plaza de toros de Valencia en 1941 por Manolete, cortando dos orejas y premiado el toro con la vuelta al ruedo.
- Morisquito, número 15, lidiado en la Plaza de toros de Sevilla en 1952 por Luis Miguel Dominguín, cortando dos orejas y aplaudido el toro en el arrastre.
- Ruidón, número 17, indultado en la plaza de toros de Cáceres el 39 de mayo de 1985 por Francisco Ruiz Miguel.
- Asturdero, número 4, cárdeno, 517 kilos, lidiado en Las Ventas (Madrid) el 5 de junio de 2018 por Octavio Chacón, premiado con la vuelta al ruedo.[11]
- Cazarrata, número 45, cárdeno bragado, 503 kg, lidiado en Las Ventas (Madrid) el 31 de mayo de 2016 por Sánchez Vara, condenado a banderillas negras.[12]

## Saltillo en la cultura popular
La ganadería de Saltillo ha tenido, por su importancia dentro de la tauromaquia, un eco singular dentro de la cultura popular española. Por ejemplo, el dramaturgo Enrique Prieto compuso la zarzuela Los toros del Saltillo, una obra cómica en un acto y cinco cuadros. 
Otra de las aportaciones la realizó Joaquín Sabina cuando en su canción De purísima y oro (1999), dedicada a Manolete, hace referencia a "la tarde del manso de Saltillo". Una licencia del compositor jiennense para referirse a la ganadería de Miura, hierro titular que se anunció en la Plaza de toros de Linares la tarde en la que murió Manuel Rodríguez Sánchez.